# Kazimierz Szczygielski
Kazimierz Marian Szczygielski (ur. 16 listopada 1946 w Baborowie, zm. 4 sierpnia 2019 w Opolu) – polski polityk, geograf i nauczyciel akademicki, poseł na Sejm I, II i III kadencji.

## Życiorys
Syn Marcina i Apolonii. Ukończył w 1969 studia z zakresu geografii na Uniwersytecie Wrocławskim, w 1985 uzyskał stopień doktora na tej samej uczelni. Habilitował się w 2011 w zakresie ekonomii na Uniwersytecie Ekonomicznym w Katowicach. Zawodowo był związany z Wydziałem Ekonomii i Zarządzania Politechniki Opolskiej, gdzie sprawował funkcję kierownika Katedry Polityki Regionalnej. Doszedł do stanowiska profesora nadzwyczajnego tej uczelni. Podjął również pracę w Instytucie Śląskim w Opolu, gdzie doszedł do stanowiska profesora nadzwyczajnego. Wykładał także w Wyższej Szkole Zarządzania i Administracji w Opolu.
Od 1991 do 2001 był posłem I, II oraz III kadencji. Nie został wybrany do Sejmu IV kadencji. Należał do Unii Demokratycznej i Unii Wolności, do 2005 kierował strukturami tej partii w województwie opolskim. W 2005 wycofał się z bieżącej polityki.
Pochowany na cmentarzu komunalnym w Opolu.

## Publikacje
- Opolszczyzna w 35-leciu PRL: teoretyczne i metodologiczne aspekty socjologii regionu (1980).
- Środowisko geograficzne Opola a zachorowalność dzieci (1986).
- Zarządzanie przestrzenią: wybrane zagadnienia z zakresu polityki regionalnej i przestrzennej (2003).